# Miriam Thurau
Miriam Thurau (* 3. März 1994 in München) ist eine deutsche Schauspielerin.

## Leben
Miriam Thurau wurde 1994 geboren. Jana spielte sie 2009 im Fernsehfilm Familie auf Probe und 2011 im  Fernsehfilm Familie für Fortgeschrittene. Sie verkörperte 2011 die Laura von Randelstein in der 1. Staffel der Fernsehserie Fluch des Falken.

## Filmografie (Auswahl)
- 2007: Alles ist Bestens
- 2011: Familie für Fortgeschrittene (Fernsehfilm)
- 2011–2012: Fluch des Falken (Fernsehserie, 64 Folgen)
- 2015: In Gefahr – Ein verhängnisvoller Moment (Fernsehserie)

## Theater
- 2007: Entführung auf italienisch
- 2008: Traumfrau gesucht
- 2009: Sommernachtstraum
- 2010: Die Physiker
- 2011: Young Horses
- 2013–2014: GrauzonenTango
- 2015–2016: Wir sind jung, wir sind stark